# バン・ヨングク
バン・ヨングク（방용국、Bang Yong-Guk、方容國、1990年3月31日 - ）は、韓国の歌手、ラッパー、B.A.Pの元メンバーである。B.A.P所属時代はほとんどの楽曲の作詞、作曲を手掛けていた。アルバム「MATRIX」ではプロデューサーとして活躍していた。現在はソロ歌手として活動をしている。慶熙サイバー大学化学科卒業。

## 来歴

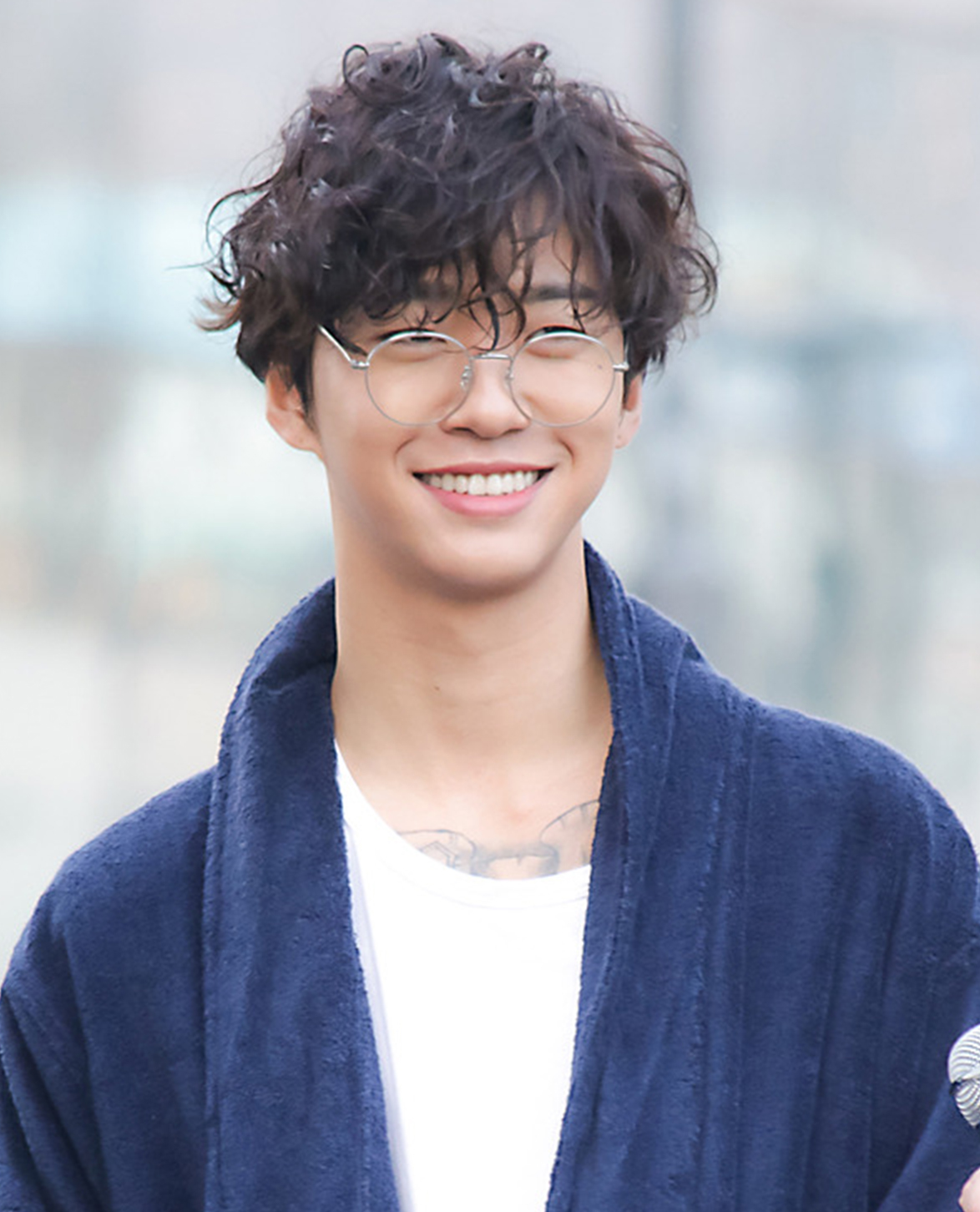
Bang at a fan meeting, March 2017

- B.A.Pデビュー前は「ジェブブラックマン」という名前で活動していた。デビュー曲は「Cherry Flower」である。
- 2017年7月4日 ソロトラック「Yamazaki」をリリースした。トラックは英語、日本語、韓国語の歌詞を特集されている。
- 2018年4月25日 ソロトラック「Portrait」というタイトルの公式ミュージック・ビデオをリリースした。このミュージック・ビデオはジョー・ブラウンと一緒に共同監督として務めた。
- 2018年5月25日 ソロトラックの公式ミュージックビデオ「Drunkenness」をリリース。
- 2018年8月19日 TS エンターテイメントとの契約が満了し、B.A.Pを脱退。

## 人物
- 家族構成は父、母、姉(ナタシャ)、双子の兄（ヨンナム）である。
- 普段のファッションスタイルはストリートファッション、ヒップホップ等の服装を着用している。
- プライベートでは活動休止中に海外、日本などにも一人で旅行している。メンバーのほとんどがヨングクの怒っている姿を見た事がないことから、バラエティー番組ではお笑い芸人に「菩薩」というあだ名をつけられる。
- 全国模試テストで1位をとった事がある。とても勉強ができ学校では優等生だった。(高校時代、音楽の道に進むことを親に猛反対されていたが、「全校1位の成績をとれば許す」と言われ、成績が全学校1位だった。その後、音楽活動と併用して化学の大学へ進学)

## 音楽的影響・特徴
ヨングクは主にヒップホップアーティストの影響を受けており、50セント、ショーン・コムズ、ファレル等を挙げている 。
B.A.Pに所属していた時もポジションとしてラッパーとしてラップを担当していた。低音ボイスが特徴的だった。

## 慈善活動
- 奉仕活動やボランティア活動を行っている事でも有名でニューヨークで行われる第6回Shorty Awardsで‘慈善活動’部門に候補としてノミネート。
- 「アイドルはスターではなく、子供たちに模範を示す存在だと思う」と語り、意欲的にボランティア活動を行っている。

## ディスコグラフィ

### デジタル・シングル
- 2008 - Cherry Flower (with Soul Connection)
- 2011 - I Remember(featuring Yang Yoseob)
- 2011 - Never Give Up(Bang&Zelo)
- 2019 - Hikikomori

### 参加曲
- 「미친거니(Crazy)」（2011）ソン・ジウン（Secret）feat. バン・ヨングク
- 「I Remember」（2011）ヤン・ヨソプ（BEAST）とのデュエット

### ミュージック・ビデオ
| 年   | ミュージック・ビデオ | 時間 |
| ---- | -------------------- | ---- |
| 2011 | "Going Crazy"        | 4:23 |
| 2011 | "I Remember"         | 4:23 |
| 2011 | "Never Give Up"      | 4:27 |
| 2012 | "For A Year"         | 5:02 |
| 2015 | "AM 4:44"            | 4:30 |
| 2017 | "Yamazaki"           | 4:01 |
| 2018 | "Portrait"           | 3:36 |
| 2018 | "Drunkenness"        | 4:30 |

## 出演

### 映画
- アイドルさん（2011）

## 受賞歴
- 2014年 - ショーティー賞《ソーシャルメディアのベストミュージシャン》
- 2015年 - KMC Radio Awards《今年のアイドル》
- 2015年 - ショーティー賞《ソーシャルメディアのベストミュージシャン》